# Urnenfelderkultur

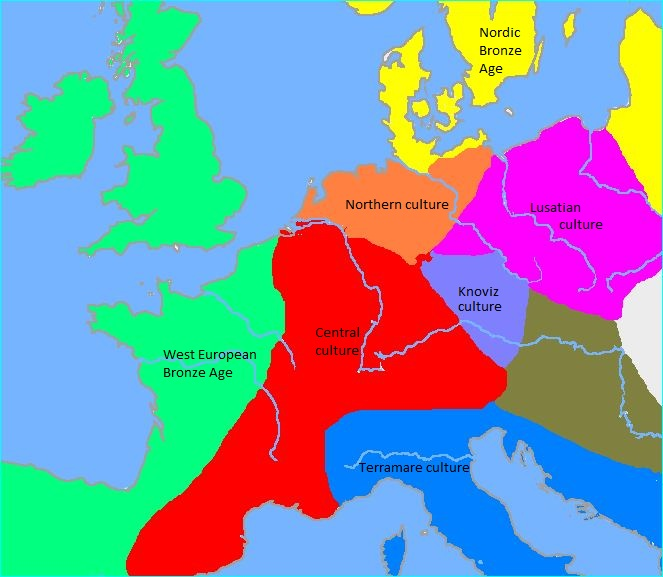
Vereinfachte Karte der europäischen Kulturen um 1200 v. Chr. (Bezeichnungen in englischer Sprache)
Lausitzer Kultur
Knovízer Kultur
zentrale Urnenfelderkultur
Nordische Urnenfelderkultur
Danubische Kultur
Terramare-Kultur
Kulturen der Westeuropäischen Bronzezeit
Kulturen der Nordischen Bronzezeit

Die Urnenfelderkultur (Kürzel UK) ist die am weitesten verbreitete mitteleuropäische Kultur der späten Bronzezeit. Sie bestand etwa von 1300 bis 800 v. Chr. (in der Urnenfelderzeit). Da der Bestattungsritus – Leichenverbrennungen auf einem Scheiterhaufen und die Beisetzung des Leichenbrands in Urnen – auch in anderen Kulturen geübt wurde, ist die Urnenfelderkultur durch weitere Kriterien wie typische Bronze- und Keramikformen sowie die zugehörigen Gebiete Europas definiert.

Die Urnenfelderkultur folgt auf die Hügelgräberkultur der mittleren Bronzezeit. In vielen Teilen ihres Verbreitungsgebietes wird die Urnenfelderkultur mit Beginn der Eisenzeit durch die Hallstattkultur abgelöst. Sowohl die Ursprünge der Kelten als auch der Römer (über die Italiker) werden auf die Urnenfelderkultur zurückgeführt.

## Chronologie
Die Urnenfelderkultur wird in mehrere relativchronologische Stufen eingeteilt, die nach der Einteilung Paul Reineckes als Bronzezeit D (Bz D) sowie Hallstatt A und B (Ha) bezeichnet wurden. Allerdings gehören die Stufen Ha A und B nicht zur eisenzeitlichen Hallstattkultur, sondern noch zur Bronzezeitlichen Urnenfelderkultur. Diese falsche Bezeichnung kam daher, dass es in der späten Bronzezeit durchaus schon Eisenfunde gab, allerdings zu wenige, um sie zur Eisenzeit zu rechnen. Hermann Müller-Karpe und andere Forscher führten eine weitere Untergliederung der Stufen durch (Späte Bronzezeit). Für den Bereich der süddeutschen Urnenfelderkultur wurde die Chronologie von Lothar Sperber weiter verfeinert.
| Stufen nach Hermann Müller-Karpe | Stufen nach Lothar Sperber | Absolute Chronologie               |
| -------------------------------- | -------------------------- | ---------------------------------- |
| Bz D                             | SB Ia                      | etwa 1300 v. Chr. bis 1200 v. Chr. |
| Bz D                             | SB Ib                      | etwa 1300 v. Chr. bis 1200 v. Chr. |
| Ha A1                            | SB IIa                     | etwa 1200 v. Chr. bis 1100 v. Chr. |
| Ha A2                            | SB IIb                     | etwa 1100 v. Chr. bis 1050 v. Chr. |
| Ha B1                            | SB IIc                     | etwa 1050 v. Chr. bis 950 v. Chr.  |
| Ha B2                            | SB IIIa                    | etwa 950 v. Chr. bis 880 v. Chr.   |
| Ha B3                            | SB IIIb                    | etwa 880 v. Chr. bis 800 v. Chr.   |

## Verbreitung der Urnenfelderkultur

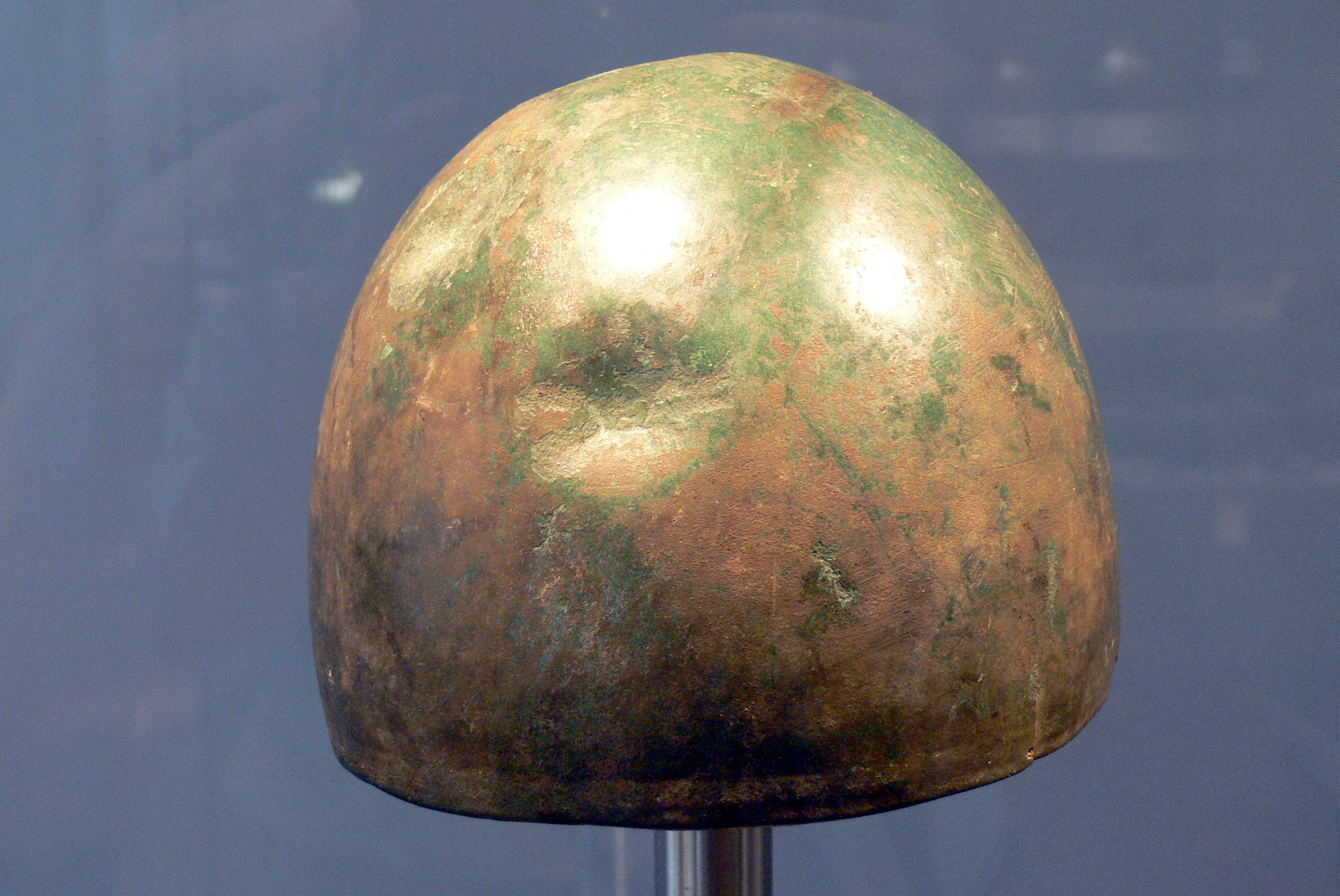
Bronzehelm der Urnenfelderkultur aus Thonberg in Oberfranken, einer der ältesten Helme nördlich der Alpen

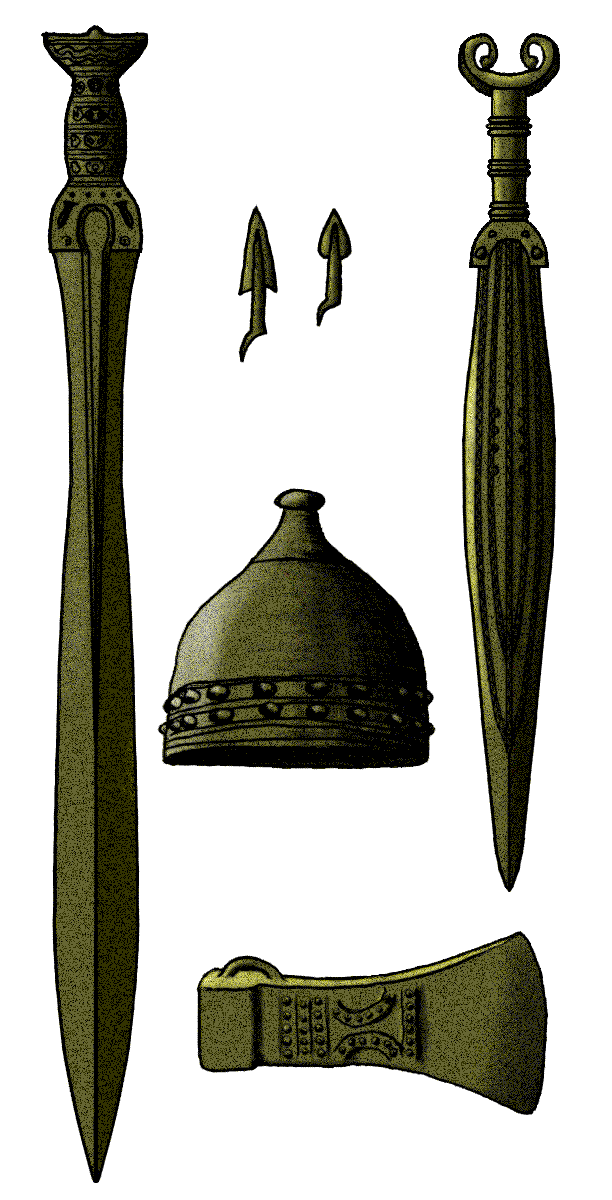
Waffen der Urnenfelderkultur

Die Urnenfelderkultur war über weite Teile des westlichen Mitteleuropa verbreitet. Sie reichte vom Pariser Becken im Westen bis nach Niederösterreich im Osten und reichte in erweiterter Definition im Südwesten vom spanischen Katalonien bis Oberitalien. Die Grenzen zwischen ihrem Verbreitungsgebiet im engeren Sinne und Regionen, die lediglich unter mehr oder weniger starkem Einfluss der Urnenfelderkultur standen, sind dabei nicht immer deutlich zu ziehen, zumal sie sich im Verlauf der Spätbronzezeit mehrfach verschieben.
Als ein mögliches Entstehungszentrum kommt vor allem der nördliche, östliche und südöstliche Voralpenraum und dabei insbesondere die Laugen-Melaun-Kultur in Frage. Von dort aus verbreiteten sich wichtige Merkmale der Urnenfelderkultur in alle Himmelsrichtungen. Wenige Jahrhunderte später ist sie in Italien, wo sie von der Villanovakultur abgelöst wird, und in Siebenbürgen wieder verschwunden. Nach Südfrankreich und Nordostspanien hingegen breitete sie sich erst gegen Ende der Spätbronzezeit (etwa im 9. Jahrhundert vor Christus) aus.
In Deutschland verlief die Nordgrenze etwa vom Niederrhein bis zum Thüringer Wald. In Österreich zählten der Alpen- und Donauraum zum Kernbereich der Urnenfelderkultur. Das Gebiet der UK wird in einen westlichen und einen östlichen Kreis gegliedert. In der älteren und mittleren Urnenfelderzeit lag die Grenze zwischen den beiden Kreisen im Bereich Strudengau–Dunkelsteinerwald, in der jüngeren Phase gehörte der oberösterreichisch-salzburgische Raum zum Ostkreis.
Anhand von Unterschieden in der Keramik wurden innerhalb des westlichen UK-Kreises seit Beginn der Hallstattzeit A drei größere Regionalgruppen definiert: die rheinisch-schweizerische, die untermainisch-schwäbische und die oberbayerisch-salzburgisch-südoberösterreichische Gruppe. Die Definition der rheinisch-schweizerischen sowie der untermainisch-schwäbischen Gruppe geht auf Emil Vogt und Wolfgang Kimmig zurück. Die Grenze dieser beiden Gruppen fällt annähernd mit der Ost- und der Nordgrenze Südbadens und weiter nördlich mit dem Rhein zusammen. Die Ostgrenze der untermainisch-schwäbischen Gruppe ist entlang der Westgrenze Oberfrankens, Mittelfrankens und Niederbayerns sowie südlich entlang der Isar zu fassen.
Während der Hallstattzeit A und der Hallstattzeit B bildete die rheinisch-schweizerische Gruppe mit der Urnenfelderkultur des ost- und zentralfranzösischen Raumes eine mehr oder minder einheitliche Keramikprovinz heraus. Die oberbayerisch-salzburgische Gruppe grenzt im Westen an die untermainisch-schwäbische Gruppe und im Norden an die niederbayerisch-südoberpfalzische Keramikprovinz. Sie endet an der Inn/Salzach-Linie.
Die Lausitzer Kultur, die im Nordosten an das Verbreitungsgebiet der Urnenfelderkultur grenzt, ähnelt dieser im Bestattungsbrauch und in manchen Aspekten der materiellen Kultur. Von manchen Forschern wird sie deshalb ebenfalls zur Urnenfelderkultur gerechnet.

## Bestattungsritus

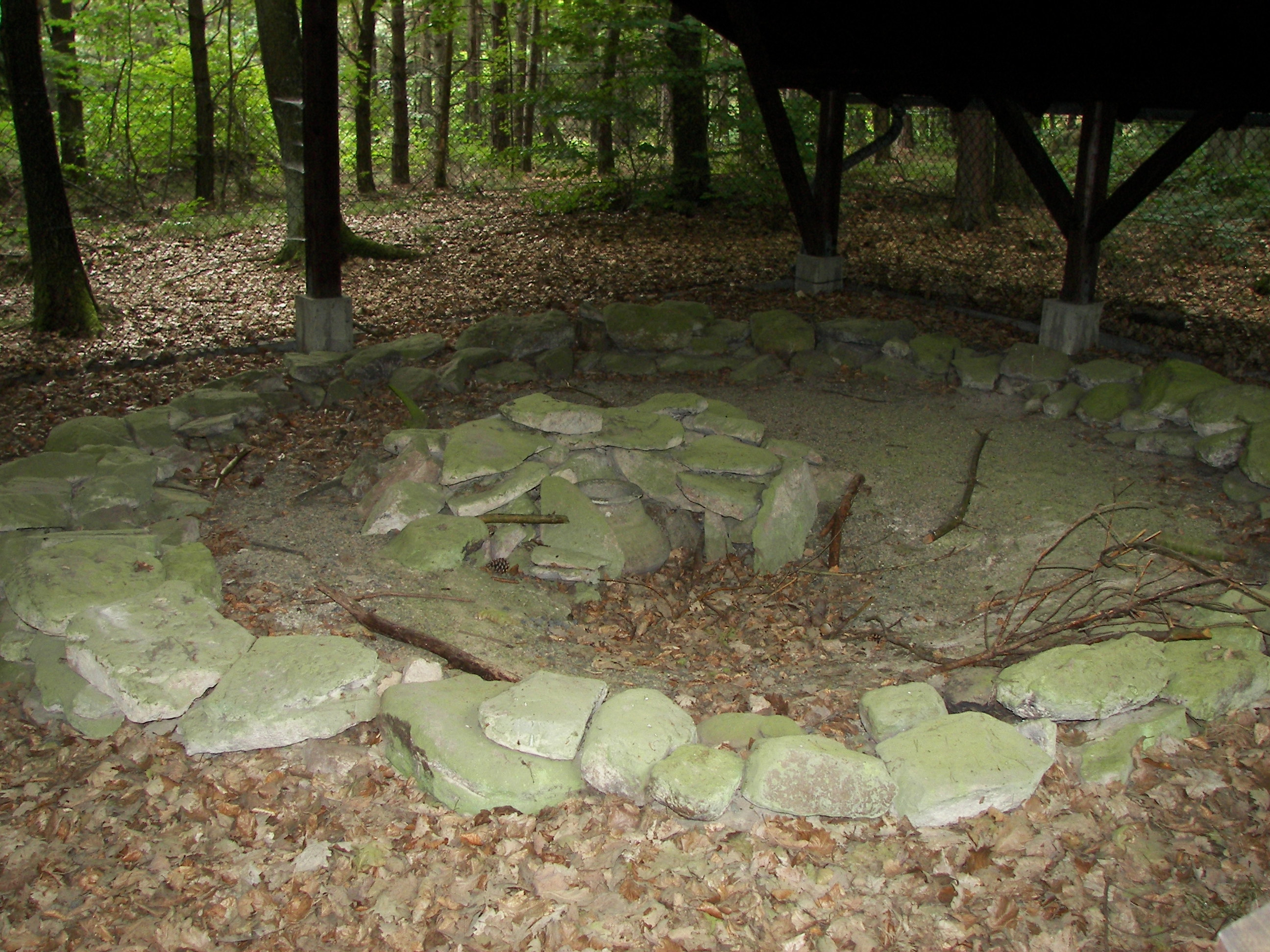
Ausgegrabenes spätbronzezeitliches Urnengrab im Neuen Botanischen Garten Marburg

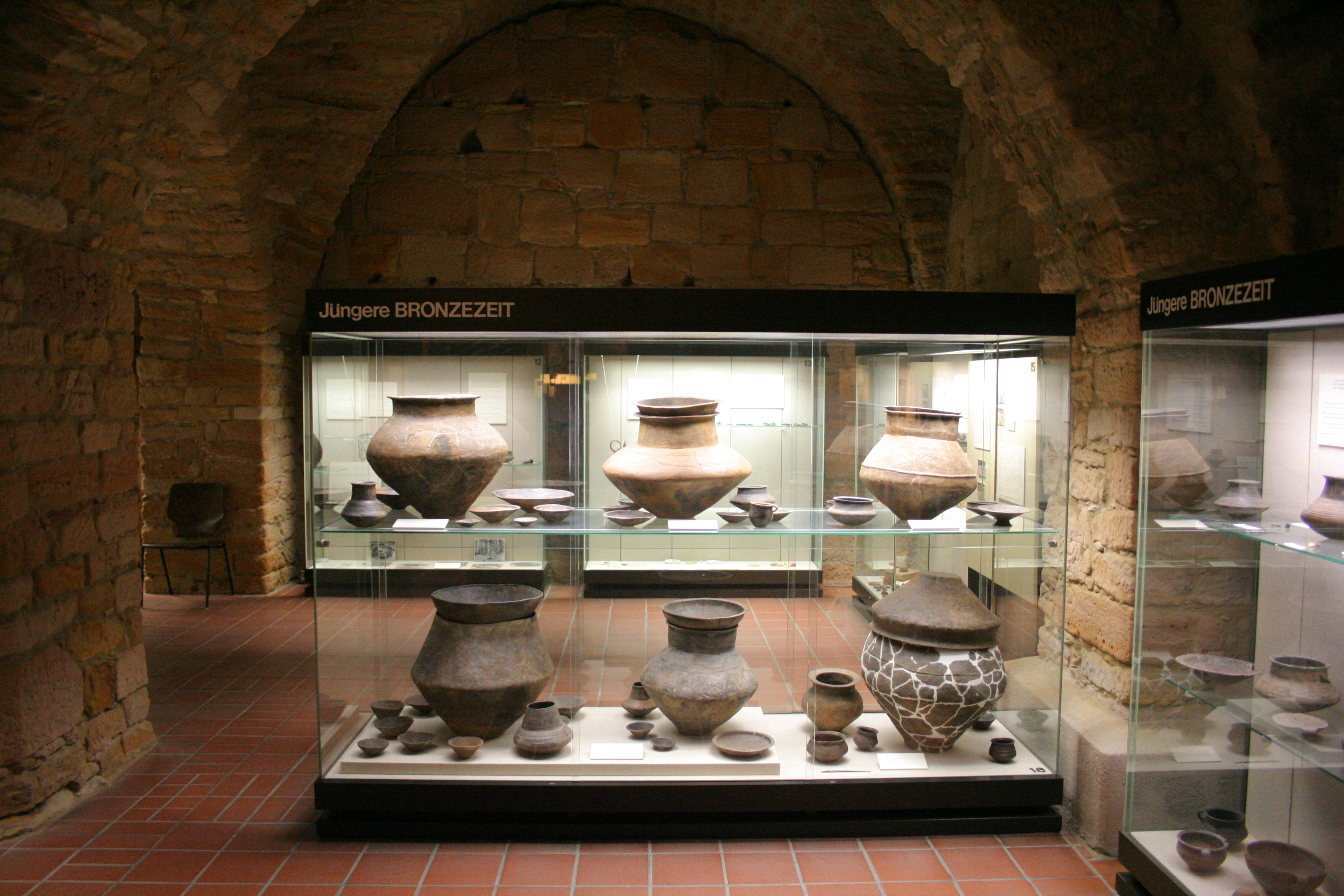
Urnen, Fundort: Lahnberge (Botanischer Garten Marburg)

Die Toten wurden auf Scheiterhaufen verbrannt, die Knochenreste und die Asche wurden anschließend in Grabgruben, in Behältnissen aus Stoff oder Holz sowie in tönernen Urnen auf Urnenfeldern beigesetzt. Dabei können schlichte Brandgräber und aus Steinen errichtete Grabkammern unterschieden werden. Im Einzelnen ist der Bestattungsritus in den verschiedenen Regionen unterschiedlich ausgeprägt und war im Verlauf der Spätbronzezeit gewissen Änderungen unterworfen. Bei den Bestattungssitten und den Grabformen kommen entsprechend viele Varianten vor: Es gab Brandgruben-, Brandschüttungs-, Urnen- und sogenannte Glockengräber, Gräber mit Steinschutz, aber auch Wagengräber.
Bei Brandgrubengräbern wurde der Scheiterhaufen direkt über der späteren Grabgrube errichtet und seine Reste nach dem Abbrennen an Ort und Stelle mit Erdreich oder Steinen überdeckt. Bei Brandschüttungsgräbern wurden die aus dem Scheiterhaufen aufgelesenen Knochenreste und die Asche der Toten auf den Boden eines separat vom Scheiterhaufen angelegten Grabes gestreut. Danach wurde hier der Leichenbrand mit Erde oder Steinen bedeckt. Bei Urnengräbern wurden die Knochenreste in größere Urnen geschüttet, hinzugegeben wurden noch die meist fast vollständig verbrannten Beigaben. Die Urne wurde meistens mit einer Schale abgedeckt. In oder neben die Urne wurde häufig ein vier- bis sechsteiliges Keramikservice gestellt. Bei Glockengräbern wurde die Urne mit einem größeren Tongefäß (meist ein großes Vorratsgefäß) überstülpt. Der Steinschutz spätbronzezeitlicher Gräber kommt in Form von Steinpackungen, Steinunterlagen und Wandsteinen vor. Daneben treten vollständig aus Steinplatten konstruierte Steinkistengräber auf, die sowohl Aschestreuungen als auch Urnen- und Körperbestattungen enthalten können.
In vielen Regionen wurden in der Urnenfelderkultur große Gräberfelder angelegt, beispielsweise Kelheim mit mehr als 258, Ingolstadt-Zuchering mit mehr als 316, Franzhausen mit über 400 Gräbern. Eines der größten bekannten Gräberfelder überhaupt befindet sich am Westrand des Duisburger Stadtwaldes am Fuße des Quellheiligtums „Heiliger Brunnen“ mit mehreren tausend Grabhügeln, von denen bis auf einige heute noch erhaltene fast alle beim Wachsen der Stadt im 19. Jahrhundert überbaut wurden.
Vor allem westlich des Rheins sind die Gräberfelder sehr viel kleiner, was vielleicht auf andere gesellschaftliche Organisationsformen schließen lässt.
Teilweise wurden die Urnen mit Kreisgräben eingefasst oder in Grabhügeln bestattet. Auf manchen Gräberfeldern wurden nur ausgewählte Bestattungen so behandelt, was möglicherweise ebenfalls als Hinweis auf eine besondere Stellung des jeweiligen Toten gedeutet werden kann. In den Niederlanden wurden Urnenfelder besonders im Gebiet der Kempen gefunden. Ein einigermaßen erhaltenes Urnenfeld ist das auf der Boshover Heide bei Weert. Der Grund für die Erhaltung ist der schlechte Boden dort. Darüber hinaus liegen in Vaassen und an den Grabhügeln in Veldhoven (Reste von) erhaltenen Urnenfeldern.
Die Urnenfelderzeit Bayerns kennt einige wenige Gräber einer hochgestellten Oberschicht, der sogenannten „Wagenfahrer“, welche auf dem Scheiterhaufen zusammen mit vierrädrigen Repräsentationswagen verbrannt wurden (beispielsweise aus Poing).
Die Waffenbeigabe im Grab kennzeichnet vermutlich eine Kriegerschicht mit einer führenden gesellschaftlichen Rolle. Schwerter wurden dabei allerdings nur in sehr wenigen Gräbern gefunden. Anstatt der Beigabe im Grab kommt es im Lauf der Spätbronzezeit vermehrt zur Deponierung von Waffen und Geräten in Gewässern – ein Ritus mit vermutlich kultischem Hintergrund.

## Keramik

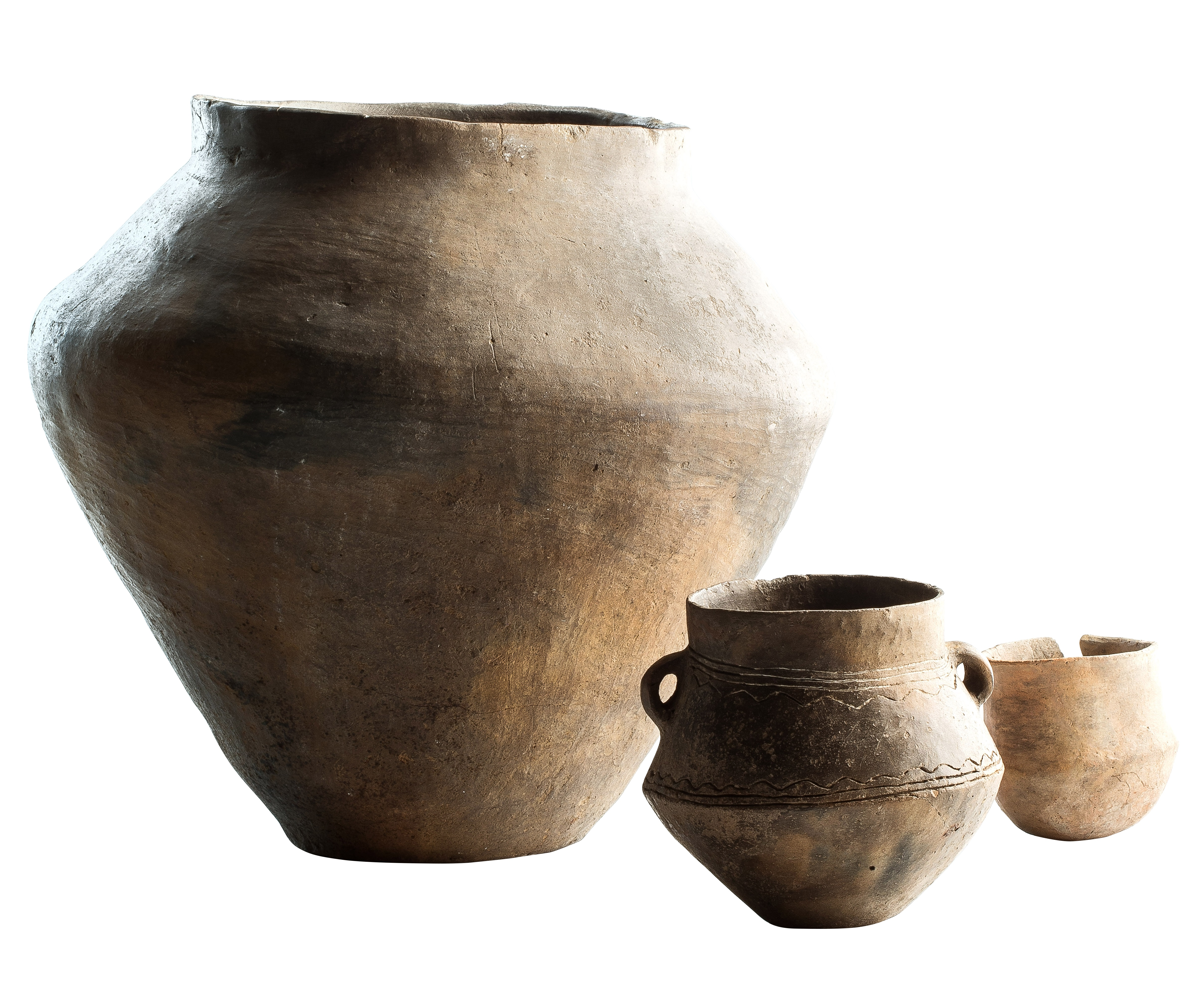
Urne aus Urnengrab, 1000-800 B.C., Donk (B) Gallo-Römisches Museum Tongern

Die typische Keramik der Urnenfelderkultur variiert von Großgefäßen wie henkellosen Zylinder-, Trichter- und Kegelhalsgefäßen, Amphoren sowie doppelkonischen Gefäßen bis hin zu Kleingefäßen wie Bechern, Krügen, Knickwandschalen, konischen Schalen, tellerartigen flachen Schälchen und Näpfen.
In den Formen, vor allem aber in der Verzierung der Keramik lassen sich zeitliche und regionale Unterschiede beobachten. Der untermainisch-schwäbischen Gruppe ist die Ausschmückung von Innenflächen generell fremd, eine Gliederung oder Verzierung erfolgt normalerweise nur auf der Außenseite der Keramik, wobei eine plastische Verzierung mit Riefen und teilweise auch Buckeln ein besonders charakteristisches Merkmal der untermainisch-schwäbischen Gruppe bildet. Dagegen stellt die Verzierung von Innenflächen, besonders bei Schalen, ein Charakteristikum der rheinisch-schweizerischen Gruppe dar. Unter den verschiedenen Verzierungstechniken sind Kammstrich, Ritz- und Stempelverzierung sowie polychrome Verzierung typisch für die rheinisch-schweizerische Gruppe.
Rote Bemalung und Graphitierung erscheinen in der Urnenfelderkultur erst mit der Stufe Ha B, ihr Auftreten ist hier so charakteristisch, dass sie ein wichtiges Datierungsmerkmal darstellt. Der Ursprung der Rotfärbung ist noch nicht völlig geklärt. Es dürfte aber kein Zufall sein, dass sie besonders im Gebiet der rheinisch-schweizerischen Gruppe aufkommt, steht doch die bunte und abwechslungsreiche Ornamentik der rheinisch-schweizerischen Urnenfelderkultur in starkem Gegensatz zum konventionellen Stil der untermainisch-schwäbischen Gruppe.

## Bronzeerzeugnisse

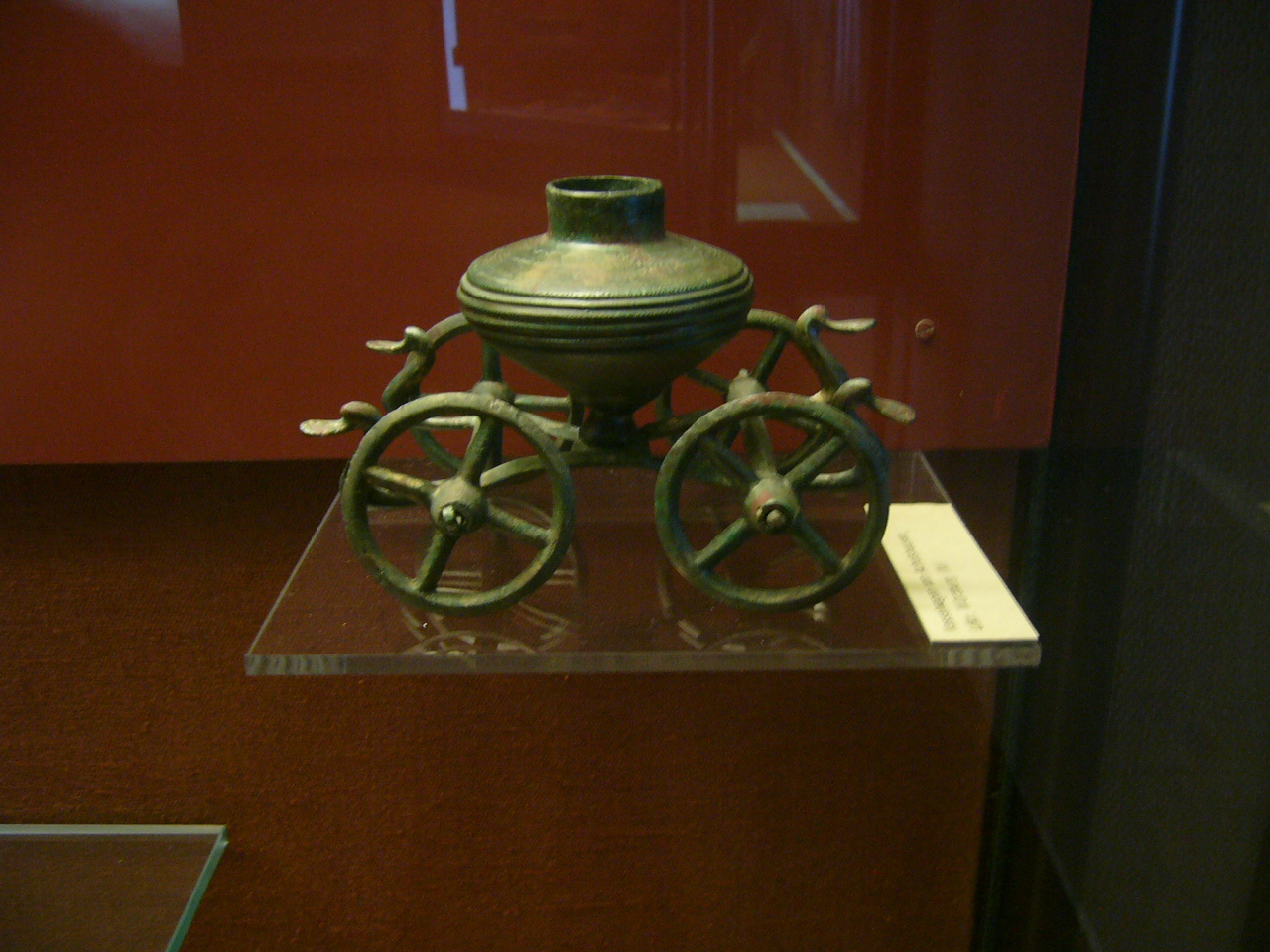
Bronzekultwagen, aus Acholshausen

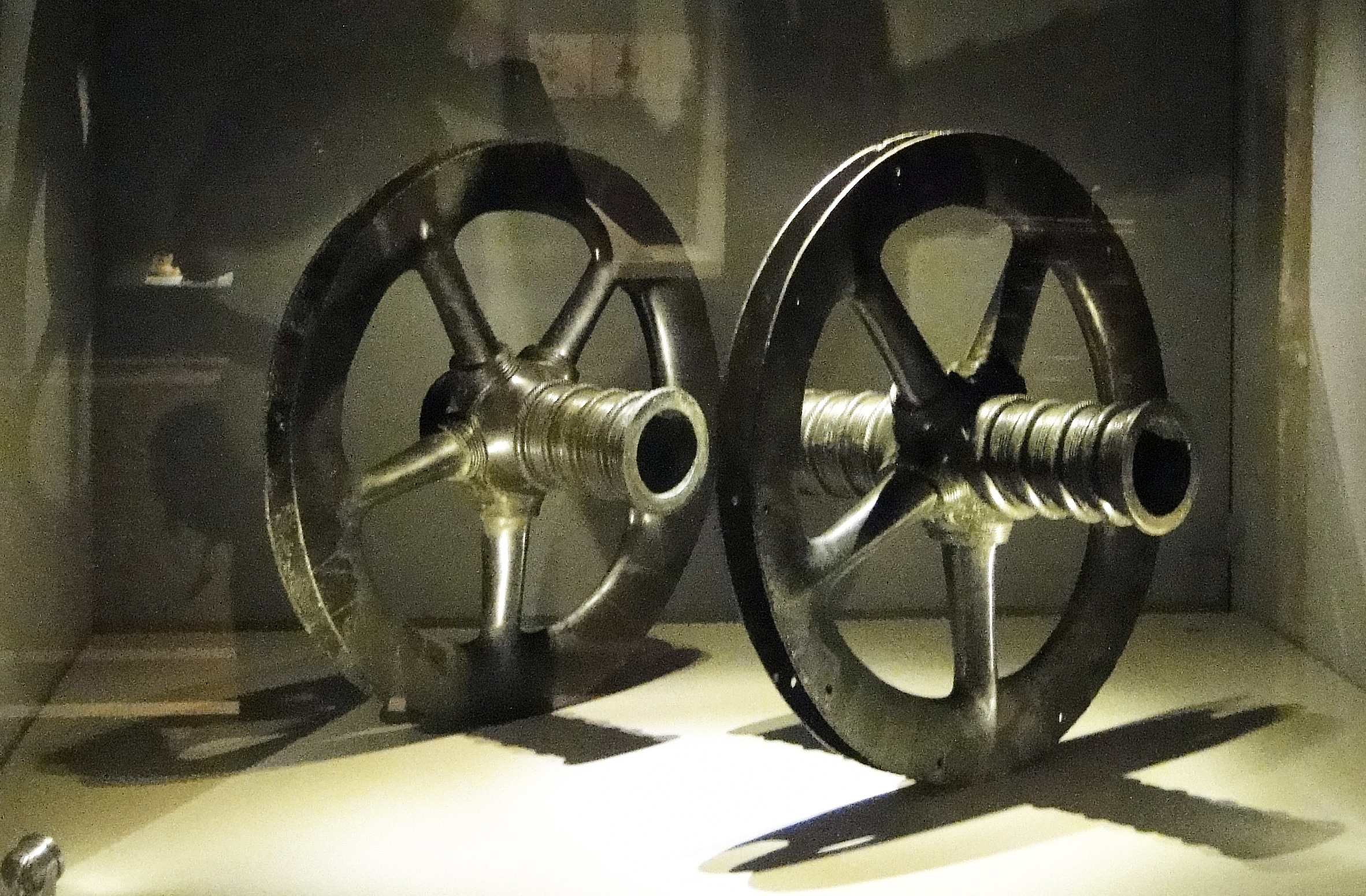
„Bronzeräder von Haßloch“

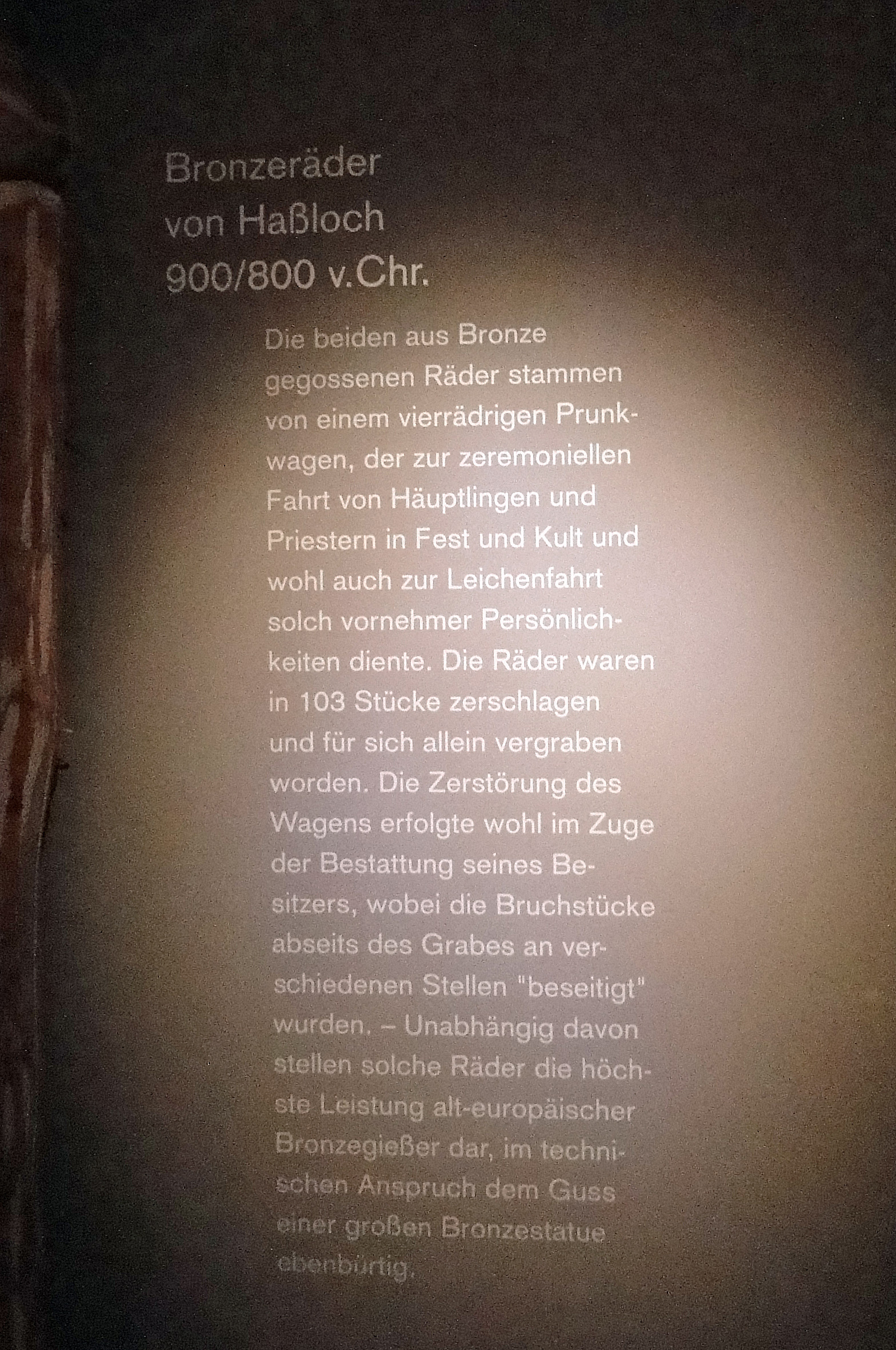
Erläuterungen

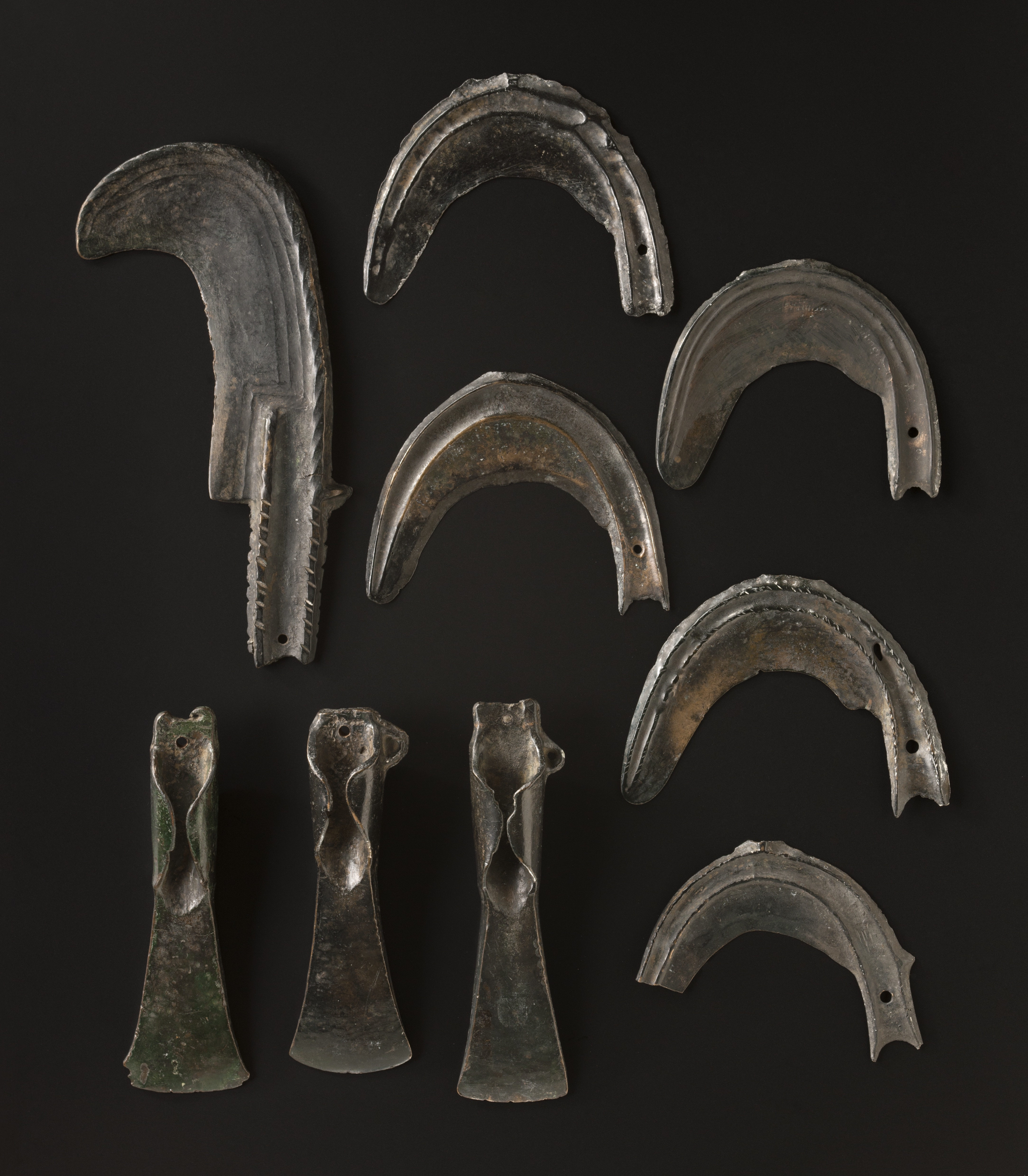
Bronzedepotfund aus Winterlingen, 9. Jh. v. Chr.

Die Metallbearbeitung erreichte in der Urnenfelderkultur einen hohen technischen Stand. Bronzeerzeugnisse wurden zum größten Teil in Gussformen aus Stein und gelegentlich aus Bronze gegossen, seltener hingegen wird wohl der arbeits- und zeitaufwendige Guss in verlorener Tonform gewesen sein (Doppelschneidige Rasiermesser). Auf Bronzegießerwerkstätten in Siedlungen der Urnenfelderkultur weisen bei Ausgrabungen gefundene Schmelztröpfchen hin.
Ein besonderes Charakteristikum der Urnenfelderkultur ist die große Anzahl an Gegenständen aus Bronzeblech. Die Anfertigung von bronzenen Beinschienen, Eimern, Helmen, Schöpfgefäßen, Sieben und Tassen erfolgte dabei durch die Technik des Treibens. Aus mehreren Teilen zusammengesetzte Stücke wurden durch Niete zusammengefügt, andere Objekte durch bronzene Klammern oder durch Umbiegen und Ineinandergreifen der Blechränder. Sowohl aus Grab- als auch aus Depotfunden liegen viele unterschiedliche Typen von Schmuckstücken vor, wie Stirn-, Ohr-, Hals-, Brust-, Arm-, Finger- und Beinschmuck. Außer aus Bronze wurden Schmuckstücke aus Zähnen von Tieren, aus Knochen, Bernstein, Glas und Gold angefertigt. Der Formenreichtum an bronzenen Werkzeugen und Waffen spiegelt sich dagegen nicht so sehr in den Gräbern, sondern besonders in den zahlreichen Depotfunden der Urnenfelderkultur wider. Unter den Werkzeugen sind bronzene Beile und Sicheln am häufigsten. Zur Bewaffnung zählten dagegen Dolche, Schwerter, Lanzen, Speere sowie Pfeilspitzen. Bei den Dolchen, Lanzen sowie bei Pfeil und Bogen kann man im Einzelnen meist nicht mit Klarheit sagen, ob es sich um Jagd- oder Kriegswaffen handelt.
Besonders die Schwerter scheinen neben ihrer praktischen Funktion als Kriegswaffe auch eine Funktion als Statussymbol erfüllt zu haben. Je nachdem, wie die bronzene Schwertklinge und der Schwertgriff aus organischem Material miteinander verbunden waren, lassen sich Exemplare mit Griffzunge, -platte und -dorn unterscheiden. Um Statussymbole dürfte es sich aber vor allem bei Schwertern mit Griffen aus Bronze gehandelt haben (Vollgriffschwerter). Während der Stufe Bronzezeit D waren vor allem bronzene Riegsee-Schwerter (Vollgriffschwerter vom Typ Riegsee), Rixheim-Schwerter (Griffplattenschwerter vom Typ Rixheim) und vereinzelt frühe Griffzungenschwerter verbreitet. Während der Zeitstufe Ha A1 waren unter anderem Dreiwulstschwerter (Vollgriffschwerter mit drei Wülsten auf der Griffstange) üblich, die in der Stufe Ha B2/3 durch Antennen-, Schalenknauf- und Karpfenzungenschwerter abgelöst wurden.
Zum Ende der Urnenfelderkultur gelangten vereinzelt eiserne Gegenstände durch Tauschhandel in deren Verbreitungsgebiet. Solche Eisenfunde liegen unter anderem aus Südwestdeutschland vor.

## Siedlungen
Die Siedlungsstrukturen mit Dörfern glichen denen der vorangegangenen Epochen. Neben Weilern gab es auch Siedlungszentren, vielfach lagen diese auf Inselbergen. Es waren dies oft 20 bis 30 Hektar große Siedlungen, die von Wall-Graben-Systemen umgeben waren. In Ormož (Slowenien) gab es eine 400 mal 380 Meter große Siedlung mit rechtwinklig angelegten, befestigten Straßen. Gut untersuchte Siedlungen sind auch der Freinberg in Linz und Rainberg in Salzburg. Je nach Art der Bauten gibt es zwei Typen von Siedlungen: Beim ersten Typ gibt es nur gleichartige, kleine, rechteckige Gebäude. Im zweiten Typ gibt es kleinere Hütten neben großen, hallenartigen, meist zweischiffigen Gebäuden. Letztere waren Wohn- und Gemeinschaftshäuser, die kleinen wahrscheinlich Werkstätten und Speicher.

## Bergbau
In den nördlichen Ostalpen war der Kupferbergbau von großer wirtschaftlicher Bedeutung. Überregional bedeutend waren der Mitterberg und die Kelchalpe bei Kitzbühel. Auf der 1500 Meter hoch gelegenen Kelchalm wurden zahlreiche Holzgeräte gefunden, darunter Kerbhölzer, die zum Zählen dienten und einen Hinweis auf eine beginnende Verwaltung darstellen. In Altmännern wurden Reste der Verzimmerung, Sickertrog-Reste und Siebe als Hinweise auf eine Aufbereitung unter Tage sowie ein Arschleder gefunden. In Wörgl wurde ein Gewerbeareal mit über 100 Feuerstellen gefunden. In Krumpenthal (Steiermark) wurde ein größeres Areal zur mehrphasigen Verhüttung gefunden mit Röstbetten und Schmelzöfen. Charakteristisch für den Ostalpenraum sind Zwillingsofenanlagen mit Röstbetten auf zwei Arbeitspodien.
Die Salzgewinnung im Salzkammergut geht in die mittlere Bronzezeit zurück. Im 13. Jahrhundert begann jedoch der Untertagebau von Bergsalz in fester Form. In Hallstatt reichen die Funde bis 215 Meter unter die Erdoberfläche. Holzwerkzeuge wie Fülltröge waren ganz gleichartig gefertigt, ebenso die Kienholzspäne. Dies lässt auf eine industriemäßige Produktion schließen.

## Landwirtschaft
Schweine, Rinder, Schafe und Ziegen sowie Pferde und Hunde dienten als Haustiere.

## Forschungsgeschichte
Der süddeutsche Prähistoriker Ernst Wagner formulierte 1885 in seinem Werk Hügelgräber und Urnen-Friedhöfe in Baden im Zusammenhang mit spätbronzezeitlichen Grabfunden erstmals die Bezeichnung Urnen-Friedhöfe. Die Publikation Ernst Wagners wurde 1886 von Otto Tischler in der Westdeutschen Zeitschrift kommentiert. Dabei sprach Tischler von „Urnenfeldern der Bronzezeit“ und prägte damit den Begriff, der für die Urnenfelderkultur namengebend wurde.
Georg Kraft leistete 1927 weitere Grundlagenarbeit mit seiner Beschreibung der Gräbergruppe „Melz-Rixheim, Bz D“ sowie mit seiner Arbeit zu „Oberdingen“ für die Zeitstufe Ha A im Raum Württemberg.
Emil Vogt gliederte 1930, nur kurze Zeit später, die Urnenfelderkultur im südwestlichen Mitteleuropa aufgrund der Keramik in eine West- und eine Ostgruppe (diese beiden Gruppen sind nicht identisch mit dem oben im Abschnitt zur Verbreitung der Urnenfelderkultur genannten östlichen oder westlichen UK-Kreis, die sich auf sehr viel großräumigere Gliederungseinheiten beziehen). Die beiden von Vogt aufgrund ihrer unterschiedlichen Keramikstile als Ost- und Westgruppe unterschiedenen Regionalgruppierungen umschrieb dann 1940 Wolfgang Kimmig als die rheinisch-schweizerische und die untermainisch-schwäbische Gruppe der Urnenfelderkultur. Kimmig wies in dieser Arbeit zur Urnenfelderkultur in Baden der untermainisch-schwäbischen Gruppe ganz Württemberg als Teilprovinz zu, die im Laufe der Zeit aber unter den Einfluss der rheinisch-schweizerischen Gruppe gelangt sei.
Egon Gersbach teilte 1951 mit Hilfe württembergischer Funde die Zeitstufe Ha B in die Unterstufen Ha B1 und Ha B2 ein; im Jahr 1959 legte Hermann Müller-Karpe eine ähnliche Untergliederung für den gesamten süddeutschen Raum vor. Dabei gliederte er Ha A in Ha A1 und Ha A2 sowie Ha B in Ha B1, Ha B2 und Ha B3.
Wiederum E. Gersbach versuchte 1961 ebenfalls, Ha B in drei Unterstufen zu teilen, die Forschung übernahm jedoch diese Dreiteilung von Ha B ebenso wenig wie jene von Müller-Karpe. Die Existenz einer Mittelstufe Ha B2 bleibt umstritten.
Erst 1972 sollte mit der Arbeit von R. Dehn eine Gesamtbearbeitung der Urnenfelderkultur in Nordwürttemberg vorliegen. Dehn unterteilte dabei Ha A1 nochmals in Ha A1a und Ha A1b. Er bezeichnete Nordwürttemberg als Teilgebiet der untermainisch-schwäbischen Gruppe, seine Hoffnung, in diesem Raum eine Kontaktzone zu anderen Urnenfeldergruppen zu finden, sollte sich nicht bestätigen. Nach dieser Arbeit von R. Dehn folgten weitere Arbeiten zur Stufe Bz D: 1971 von Ch. Unz zur Keramik, 1974 von H. Reim zur Bewaffnung, 1980 von A. Beck zu den Trachtbestandteilen. Diese Autoren betonten im Gegensatz zu den Arbeiten von W. Kimmig von 1948 bis 1950 einen kontinuierlich verlaufenden Kulturwandel von der Hügelgräber- zur Urnenfelderkultur. 1981 und 1987 folgten noch zwei Arbeiten von Stadelmann und Biel.
Über die Ursachen für den Wandel von der vorangehenden Mittelbronzezeit zur Urnenfelderkultur der Spätbronzezeit besteht noch keine Einigkeit.
Vor allem in der älteren Forschung war die These verbreitet, dass am Beginn der Spätbronzezeit in vielen Gebieten Europas Völkerwanderungen einsetzten, in deren Verlauf sich durch kulturelle Vermischung kleinerer Kulturgruppen schließlich die Urnenfelderkultur herausbildete. Als Ursache hierfür wurde zum Teil eine starke Bevölkerungszunahme vermutet, deren Auswirkungen durch einen kurzfristigen Klimaeinbruch zeitweise verstärkt worden sein könnten.
Richard Pittioni etwa vertrat 1938 die Ansicht, dass in der Lausitz, zwischen Sachsen, Brandenburg und Schlesien, im 13. Jahrhundert v. Chr. eine große Abwanderung der Bevölkerung eingesetzt habe. Als Folge der Begegnung verschiedener eingewanderter Menschengruppen mit der älteren einheimischen Bevölkerung entstanden nach Pittioni in verschiedenen Teilen Europas lokale Urnenfeldergruppen. Außerdem ging Pittioni aufgrund bestimmter Gemeinsamkeiten bei archäologischen Funden, wie häufig wiederkehrende ähnliche Gefäßtypen, davon aus, dass die verschiedenen Urnenfeldergruppen einer Gemeinschaft mit derselben Sprache angehörten. So waren ihm zufolge alle Urnenfelderleute Alteuropäer, die weite Teile Europas in Besitz genommen hatten.
Andere Prähistoriker bezweifelten große Völkerwanderungen, so zum Beispiel Georg Kraft. Er schloss diese Theorie 1927 nach der Untersuchung süddeutscher Urnenfelder aus.
Wolfgang Kimmig bestritt 1964, dass die verschiedenen Urnenfeldergruppen einem Volk angehörten, aber wie auch Pittioni ging er von Wanderungen aus, die neben Kulturkontakten sowie einem damit einhergehenden Kulturaustausch mit vielen verschiedenen Beeinflussungen für die Entstehung und Ausbreitung der Urnenfelderkultur verantwortlich gewesen sei. So führten nach Kimmig diese Wanderungen der Urnenfelderleute über Griechenland, die ägäischen Inseln bis nach Syrien, Palästina und Ägypten. Die Vielfalt der einzelnen Gruppen legte demnach den Schluss nahe, dass in der Urnenfelderkultur kein ethnisch einheitlicher Komplex vorliegt, sondern vielmehr vom Vorhandensein verschiedener Stämme ausgegangen werden muss, die später an der Herausbildung der verschiedenen eisenzeitlichen Volksgruppen beteiligt waren (Italiker, Iberer, Ligurer, Kelten). Eine geographische Zuordnung einzelner Regionalgruppen der Urnenfelderkultur zu erst Jahrhunderte später namentlich überlieferten Stämmen und Völkern ist anhand der archäologischen Funde jedoch nicht möglich. Als bindende Gemeinsamkeit der Träger der Urnenfelderkultur darf die Annahme neuer religiöser Vorstellungen zu Beginn der Spätbronzezeit vermutet werden, was in weiten Teilen Europas zu einem Wandel der Bestattungssitten führte.

## Nachfolgende Kulturen
Im Herzen der Urnenfelderkultur, weiträumig „nördlich der Alpen“, bildete sich ab etwa 800 v. Chr. die eisenzeitliche Hallstattkultur heraus. Der Übergang zur Hallstattkultur erfolgte dabei ohne Brüche, also fließend. Geschirr, Waffen und Schmuckstücke blieben in weiten Bereichen gleich, auch die urnenfelderzeitlichen Siedlungen blieben bestehen, etliche Gräberfelder wurden weiterhin benutzt. Zumindest dies lässt auf ethnische Kontinuität schließen.